# كاي كاي مينون
كاي كاي مينون هو ممثل هندي، ولد في 2 أكتوبر 1966 بكيرلا في الهند.

## أعمال

### أفلام
- (2005) ساركار
- (2008) ساركار راج
- (2014) حيدر[4]
- (2015) بومباي المخملية
- (2015) سينغ إز بلينغ

## وصلات خارجية
- كاي كاي مينون على موقع IMDb (الإنجليزية)
- كاي كاي مينون على موقع روتن توميتوز (الإنجليزية)
- كاي كاي مينون على موقع ميوزك برينز (الإنجليزية)
- كاي كاي مينون على موقع قاعدة بيانات الفيلم (الإنجليزية)